# Cornelia foliacea
Cornelia foliacea är en insektsart som beskrevs av Victor Lallemand 1950. Cornelia foliacea ingår i släktet Cornelia och familjen lyktstritar. Inga underarter finns listade i Catalogue of Life.